# Mikromodell (Soziologie)
Mikromodelle werden in der Soziologie eingesetzt, um einzelne Individuen zu modellieren.
Der Mikromodellierung liegt üblicherweise eine „beobachtete“ Zielpopulation zu Grunde, aus der man eine repräsentative Teilpopulation auswählt und diese in ein Mikromodell überführt. Mit diesem kann man dann mittels Simulation experimentieren und die ermittelten Auswirkungen der modellierten Veränderungen schließlich auf die Zielpopulation übertragen.
Der Vorteil eines Mikromodells gegenüber einem Makromodell ist der, dass es leichter fällt, die Heterogenität der beteiligten Individuen abzubilden, da dies mittels der Attribute der einzelnen Individuen geschieht und nicht mittels komplexer Verfahren in einem Makromodell nachgebildet werden muss.
Ein beispielhaftes Anwendungsfeld für Mikromodelle ist die Berechnung von Auswirkungen von Veränderungen in der Steuergesetzgebung. Steuern fallen pro Individuum an, wobei deren Höhe von den Attributen des Individuums abhängt. Von Interesse für den Fiskus ist aber die aggregierte Ebene, d. h. die Veränderung der Gesamtsteuereinnahmen.